# Познышев, Александр Егорович
Александр Егорович Познышев (1814—1885) — российский педагог и писатель.

## Биография
Александр Познышев родился в 1818 году в селе Грецове, Богородицкий уезда Тульской губернии в семье диакона. В девять лет он был отправлен в Санкт-Петербург к старшему брату, бакалавру Санкт-Петербургской Духовной Академии Ивану Егоровичу Познышеву, ещё до окончания (в 1827 году) СпДА принявшему монашество с именем Иосифа. 
Находясь при брате, служебная карьера которого была очень разнообразна, А. Е. Познышев часто менял место своего жительства и обучения; так, сообразно с местом службы брата, ему пришлось побывать в Тверском (1828), Петербургском (1830), Астраханском (1831) духовных училищах и Астраханской и Киевской (1838) духовных семинариях. 
В 1839 году Александр Егорович Познышев окончил курс в Киевской духовной семинарии и поступил в Киевскую духовную академию, из которой был выпущен в 1843 году, по первому разряду, со степенью старшего кандидата и с правом получения степени магистра через два года училищной службы и при подаче нового сочинения. 
3 апреля 1844 года Познышев назначен был преподавателем библейской и церковной истории и церковной археологии в Могилевскую духовную семинарию, но в конце августа 1847 года он, из-за желания жить вблизи брата, архимандрита Иосифа, ректора Смоленской духовной семинарии, перевёлся преподавателем тех же предметов в Смоленскую семинарию, где был и помощником инспектора; с 1862 до августа 1868 год. А. Е. Познышев с должностью преподавателя семинарии соединял и должность смотрителя духовного училища. 
В августе 1868 года, согласно требованиям нового устава, он оставил службу при семинарии и был смотрителем училища до отставки в 1869 году. По выходе в отставку, Познышев сначала около двух лет прожил в Могилеве, на родине своей жены, затем два года жил в Веневе, Тульской губернии, и, наконец, с 1873 года безвыездно жил в Смоленске. 
Продолжительная и усердная служба Познышева принесла немало пользы для духовно-учебных заведений Смоленска, особенно же для духовного училища: он ввел строгую дисциплину и примерный порядок хозяйственной отчетности. 
Перу Познышева принадлежат: «Географический очерк святой земли» («Смоленские епархиальные ведомости» 1865 год и отдельной брошюрой, Смоленск. 1865 год) и несколько проповедей, помещенных в тех же «Смоленских епархиальных ведомостях». Кроме того, им написано в 1870-х годах, по поручению преосвященного Антония, «Руководство к церковному пению» и церковный обиход, переложенный на киевский напев, но этим трудам, из-за строгости тогдашней цензуры, не удалось появиться в печати.
Александр Егорович Познышев скончался 14 (26) октября 1885 года в городе Смоленске.
- Давидович И. Познышев, Александр Егорович // Русский биографический словарь : в 25 томах. — СПб.—М., 1896—1918.
  - «Тульские епархиальные ведомости» 1885 г., № 23, некролог, стр. 414—418.